# 岳飛伝
『岳飛伝』（がくひでん）は、北方謙三の歴史小説。2011年11月から2016年1月まで集英社の『小説すばる』で連載された（連載時に掲載された挿絵は西のぼるが担当）。2010年まで同誌で連載していた『楊令伝』の続編。最終巻である17巻が2016年2月刊行された。

## 概要
前作『楊令伝』の最後で金と南宋を圧倒しながらも頭領の楊令を喪った梁山泊、兀朮の下で江南への版図拡大を図る金、宰相の秦檜により組織の再編成が進む南宋がそれぞれの思惑で動く中、楊令との決闘に生き残った岳飛が岳家軍を再編し、再び金との戦いに臨む。
前作で梁山泊と戦った岳飛を主人公に『楊令伝』、そして前々作の『水滸伝』から登場した人々のその後を描く。本作は『楊令伝』の直接の続編であると同時に、『水滸伝』、『楊令伝』と続く「大水滸伝」構想の最終作に当たる。史実における南宋と金の攻防戦を背景にしつつ、主に梁山泊のメンバーによって物語の舞台は中国大陸だけでなく、日本や西域、さらにはメコン川流域にまで広がっていく。南方にまで梁山泊が進出するのは原典の水滸伝や『水滸後伝』において李俊が南方の王になるという展開を踏まえたものだが、前2作品と同様に原典の要素や史実をベースとしたオリジナル作品に仕上がっている。

## 序盤の概略
1136年、南宋初期の中国。童貫元帥を破り、北宋を崩壊に導いた梁山泊は頭領、楊令の下で東西交易と自由市場を推し進め、物流による中華全土の統一を実現しようとしていた。梁山泊が既存の権力を否定すると危惧した南宋と金は密約を交わして挟撃するも失敗。南宋の軍閥として単独で梁山泊と戦った岳家軍の頭領、岳飛も敗戦の末に追い詰められ、右腕を失うも楊令が暗殺に斃れたことで一命を取り留めた。
それから半年後。大洪水と金国の背信、そして頭領を喪った梁山泊は呉用を頭領に据え、各人がそれぞれの行動をとり始めていた。時を同じくして金国の軍総帥、兀朮は政治と軍事を掌握。南宋を併呑して大国家を建設するため侵攻の準備を整える。一方で南宋も秦檜が軍閥を利用しつつ統治機構と軍の改革を進めていた。そして岳飛は「盡忠報国（じんちゅうほうこく）」の志の下に岳家軍を再編、抗金を旗印に金軍を迎え撃つ。

## 書籍情報
- 第一巻　三霊の章　2012年5月25日発売　ISBN 978-4-08-771451-7
- 第二巻　飛流の章　2012年8月24日発売　ISBN 978-4-08-771462-3
- 第三巻　嘶鳴の章  2012年11月26日発売　ISBN 978-4-08-771483-8
- 第四巻　日暈の章　2013年2月26日発売　ISBN 978-4-08-771498-2
- 第五巻　紅星の章　2013年5月24日発売　ISBN 978-4-08-771513-2
- 第六巻　転遠の章　2013年8月26日発売　ISBN 978-4-08-771524-8
- 第七巻　懸軍の章　2013年11月26日発売　ISBN 978-4-08-771538-5
- 第八巻　龍蟠の章　2014年2月26日発売　ISBN 978-4-08-771551-4
- 第九巻　暁角の章　2014年5月26日発売　ISBN 978-4-08-771560-6
- 第十巻　天雷の章　2014年8月26日発売　ISBN 978-4-08-771572-9
- 第十一巻　烽燧の章　2014年11月26日発売　ISBN 978-4-08-771587-3
- 第十二巻　飄風の章　2015年2月26日発売　ISBN 978-4-08-771600-9
- 第十三巻　蒼波の章　2015年5月26日発売　ISBN 978-4-08-771611-5
- 第十四巻　撃撞の章　2015年8月26日発売　ISBN 978-4-08-771630-6
- 第十五巻　照影の章　2015年11月26日発売　ISBN 978-4087716450
- 第十六巻　戎旌の章　2016年2月26日発売　ISBN 978-4087716481
- 第十七巻　星斗の章　2016年5月26日発売　ISBN 978-4087716603